# 不消费日

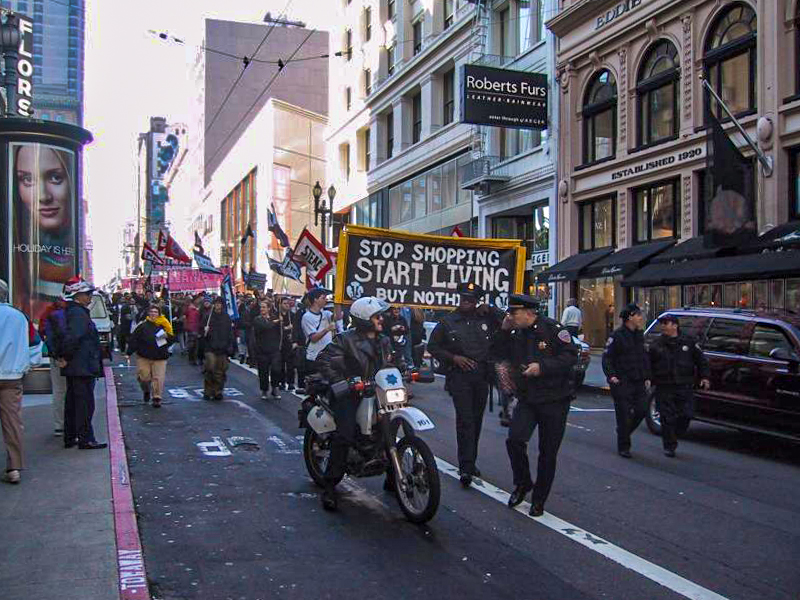
2001年11月美國舊金山的不消費日示威

不消費日或無消費日（英語：Buy Nothing Day）是抗議消費主義的一个非正式日子，由加拿大溫哥華藝術家特德·戴夫（Ted Dave）於1992年發起，加拿大《广告克星》雜誌推動。參加者24小時拒絕購買任何商品，顯示消費者力量。這項活動是要喚起公衆關注第一世界浪費資源的消費習慣。參加者有的也參與文化干擾活動，例如Whirl-Mart和別的激進表達方式。这一天也用來反物質主義和從眾心理。
在美國和加拿大，這項活動在美國感恩節後一天擧行。这天被稱為商店的“黑色星期五”，是美國最繁忙的購物日之一，但對加拿大則不然，不過為了同時舉行而定於同一天。其他國家的示威活動在後一天舉行。